# Palmarès du simple dames à l'Open d'Angleterre de badminton
La liste ci-dessous présente le palmarès du simple dames à l'Open d'Angleterre de badminton qui est le plus ancien tournoi au monde et l'un des plus prestigieux.
En raison des deux conflits mondiaux, la compétition a été annulée entre 1915 et 1919 et entre 1940 et 1946.

## Avant la Première guerre mondiale
| Année | Vainqueur                                  | Finaliste                   | Score              |
| ----- | ------------------------------------------ | --------------------------- | ------------------ |
| 1900  | Ethel B. Thomson                           | E. Moseley                  | 17–15, 15–11       |
| 1901  | Ethel B. Thomson (2)                       | E. Schrieber                | 15–12, 15–7        |
| 1902  | Murial Lucas                               | Ethel Warneford Thomson     | 15–11, 16–18, 15–2 |
| 1903  | Ethel B. Thomson (3)                       | Dorothea Katharina Douglass | 18–15, 15–9        |
| 1904  | Ethel B. Thomson (4)                       | Dorothea Katharina Douglass | 15–2, 15–8         |
| 1905  | Murial Lucas (2)                           | Mabel Hardy                 | 9–15, 15–6, 15–9   |
| 1906  | Ethel B. Thomson (5)                       | M. E. Brown                 | Forfait            |
| 1907  | Murial Lucas (3)                           | Dorothea Katharina Douglass | 15–5, 8–15, 15–13  |
| 1908  | Murial Lucas (4)                           | G. L. Murray                | 11–2, 11–3         |
| 1909  | Murial Lucas (5)                           | Lavinia Clara Radeglia      | 11–3, 11–5         |
| 1910  | Murial Lucas (6)                           | Margaret Larminie           | 11–5, 3–11, 11–5   |
| 1911  | Margaret Larminie                          | Alice Gowenlock             | 11–9, 4–11, 11–4   |
| 1912  | Margaret Rivers Targett (née Larminie) (2) | Ethel Thomson Larcombe      | 11–14, 11–2, 14–13 |
| 1913  | Lavinia Clara Radeglia                     | Margaret Rivers Targett     | 11–5, 11–8         |
| 1914  | Lavinia Clara Radeglia (2)                 | Bottomley                   | 11–3, 11–5         |

## L'entre-deux guerres
| Année     | Vainqueur                   | Finaliste               | Score              |
| --------- | --------------------------- | ----------------------- | ------------------ |
| 1915 1919 | Pas de compétition          | Pas de compétition      | Pas de compétition |
| 1920      | Kitty McKane                | Margaret Rivers Targett | 11–6, 11–5         |
| 1921      | Kitty McKane (2)            | Margaret Rivers Targett | 11–5, 11–6         |
| 1922      | Kitty McKane (3)            | Margaret Rivers Targett | 11–7, 11–7         |
| 1923      | Lavinia Clara Radeglia (3)  | Marion Horsley          | 11–8, 11–6         |
| 1924      | Kitty McKane (4)            | Margaret Rivers Targett | 11–4, 11–2         |
| 1925      | Margaret Stocks             | Marjorie Barrett        | 11–2, 11–7         |
| 1926      | Marjorie Barrett            | Margaret Rivers Targett | 11–7, 11–3         |
| 1927      | Marjorie Barrett (2)        | Margaret Rivers Targett | 11–8, 11–3         |
| 1928      | Margaret Rivers Targett (3) | Coop                    | 11–3, 5–11, 11–5   |
| 1929      | Marjorie Barrett (3)        | F Waterhouse            | 11–8, 14–13        |
| 1930      | Marjorie Barrett (4)        | Betty Uber              | 11–2, 5–11, 11–9   |
| 1931      | Marjorie Barrett (5)        | Leoni Kingsbury         | 11–8, 4–11, 14–9   |
| 1932      | Leoni Kingsbury             | Alice Woodroffe         | 11–4, 5–11, 11–2   |
| 1933      | Alice Woodroffe             | Leoni Kingsbury         |                    |
| 1934      | Leoni Kingsbury (2)         | Thelma Kingsbury        | 11–4, 11–6         |
| 1935      | Betty Uber                  | Alice Teague-Woodroffe  | 11–1 11–6          |
| 1936      | Thelma Kingsbury            | Betty Uber              | 5–11, 11–3, 11–2   |
| 1937      | Thelma Kingsbury (2)        | Diana Doveton           | 11–0, 11–0         |
| 1938      | Daphne Young                | Betty Uber              | 10–12, 12–11, 11–3 |
| 1939      | Dorothy Walton              | Diana Doveton           | 11–4, 11–5         |
| 1940 1946 | Pas de compétition          | Pas de compétition      | Pas de compétition |

## De 1947 à 1970
| Année | Vainqueur                     | Finaliste             | Score             |
| ----- | ----------------------------- | --------------------- | ----------------- |
| 1947  | Marie Ussing                  | Kirsten Thorndahl     | 11–6, 6–11, 12–10 |
| 1948  | Kirsten Thorndahl             | Tonny Ahm             | 15–3, 15–13       |
| 1949  | Aase Schiøtt Jacobsen         | Aase Svendsen         | 8–11, 11–8, 11–4  |
| 1950  | Tonny Ahm                     | Aase Schiøtt Jacobsen | 11–4, 11–6        |
| 1951  | Aase Schiøtt Jacobsen (2)     | Tonny Ahm             | 11–6, 11–2        |
| 1952  | Tonny Ahm (2)                 | Aase Schiøtt Jacobsen | 11–4, 11–2        |
| 1953  | Marie Ussing (2)              | Agnete Friis          | 11–2, 7–11, 11–2  |
| 1954  | Judy Devlin                   | Iris Cooley           | 11–7, 11–5        |
| 1955  | Margaret Varner               | Judy Devlin           | 9–12, 11–5, 11–1  |
| 1956  | Margaret Varner (2)           | Judy Devlin           | 11–8, 12–5        |
| 1957  | Judy Devlin (2)               | Margaret Varner       | 11–2, 11–7        |
| 1958  | Judy Devlin (3)               | Margaret Varner       | 11–7, 12–10       |
| 1959  | Heather M. Ward               | Judy Devlin           | 11–7, 3–11, 11–4  |
| 1960  | Judy Devlin (4)               | Margaret Varner       | 11–1, 11–9        |
| 1961  | Judy Hashman (née Devlin) (5) | Ursula Smith          | 11–2, 11–6        |
| 1962  | Judy Hashman (6)              | Ursula Smith          | 11–4, 11–0        |
| 1963  | Judy Hashman (7)              | Angela Bairstow       | 11–5, 11–9        |
| 1964  | Judy Hashman (8)              | Ursula Smith          | 11–0, 11–3        |
| 1965  | Ursula Smith                  | Ulla Strand           | 11-7, 11-7        |
| 1966  | Judy Hashman (9)              | Imre Rietveld         | 11–6, 11–7        |
| 1967  | Judy Hashman (10)             | Noriko Takagi         | 5–11, 11–8, 12–10 |
| 1968  | Eva Twedberg                  | Minarni               | 11–6, 11–2        |
| 1969  | Hiroe Yuki                    | Noriko Takagi         | 11–5, 11–5        |
| 1970  | Etsuko Takenaka               | Heather Nielsen       | 11–3, 11–4        |
| 1971  | Eva Twedberg (2)              | Anni Berglund         | 11–3, 6–11, 11–2  |

## De 1971 à 1999
| Année | Vainqueur         | Finaliste                | Score             |
| ----- | ----------------- | ------------------------ | ----------------- |
| 1972  | Noriko Nakayama   | Hiroe Yuki               | 11–5, 3–11, 11–7  |
| 1973  | Margaret Beck     | Gillian Gilks            | 11–8, 11–0        |
| 1974  | Hiroe Yuki (2)    | Gillian Gilks            | 11–5, 11–9        |
| 1975  | Hiroe Yuki (3)    | Gillian Gilks            | 11–5, 11–9        |
| 1976  | Gillian Gilks     | Margaret Lockwood        | 11–0, 11–3        |
| 1977  | Hiroe Yuki (4)    | Lene Køppen              | 7–11, 11–3, 11–7  |
| 1978  | Gillian Gilks (2) | Saori Kondo              | 11–1, 11–9        |
| 1979  | Lene Køppen       | Saori Kondo              | 13–9, 1–11, 11–8  |
| 1980  | Lene Køppen (2)   | Verawaty Fajrin          | 11–2, 11–6        |
| 1981  | Hwang Sun-ae      | Lene Køppen              | 11–1, 11–2        |
| 1982  | Zhang Ailing      | Li Lingwei               | 11–4, 11–6        |
| 1983  | Zhang Ailing (2)  | Wu Jianqiu               | 11–5, 10–12, 12–9 |
| 1984  | Li Lingwei        | Han Aiping               | 11–5, 11–8        |
| 1985  | Han Aiping        | Li Lingwei               | 11–7, 12–10       |
| 1986  | Kim Yun-ja        | Qian Ping                | 11–6, 12–11       |
| 1987  | Kirsten Larsen    | Qian Ping                | 9–7 ab.           |
| 1988  | Gu Jiaming        | Lee Young-suk            | 11–2, 11–2        |
| 1989  | Li Lingwei (2)    | Susi Susanti             | 11–8, 11–4        |
| 1990  | Susi Susanti      | Huang Hua                | 12–11, 11–1       |
| 1991  | Susi Susanti (2)  | Sarwendah Kusumawardhani | 0–11, 11–2, 11–6  |
| 1992  | Tang Jiuhong      | Bang Soo-hyun            | 9–12, 12–10, 11–1 |
| 1993  | Susi Susanti (3)  | Bang Soo-hyun            | 4–11, 11–4, 11–1  |
| 1994  | Susi Susanti (4)  | Ye Zhaoying              | 11–5, 11–9        |
| 1995  | Lim Xiaoqing      | Camilla Martin           | 11–9, 10–12, 11–3 |
| 1996  | Bang Soo-hyun     | Ye Zhaoying              | 11–1, 11–1        |
| 1997  | Ye Zhaoying       | Gong Zhichao             | 11–3, 11–1        |
| 1998  | Ye Zhaoying (2)   | Zhang Ning               | 11–5, 11–8        |
| 1999  | Ye Zhaoying (3)   | Dai Yun                  | 9–11, 11–5, 11–1  |

## XXIesiècle
| Année | Vainqueure         | Finaliste                 | Score               |
| ----- | ------------------ | ------------------------- | ------------------- |
| 2000  | Gong Zhichao       | Dai Yun                   | 11–5, 8–11, 11–5    |
| 2001  | Gong Zhichao (2)   | Zhou Mi                   | 11–7, 11–3          |
| 2002  | Camilla Martin     | Gong Ruina                | 7–5, 8–6, 7–3       |
| 2003  | Zhou Mi            | Xie Xingfang              | 11–6, 11–5          |
| 2004  | Gong Ruina         | Zhou Mi                   | 11–7, 11–7          |
| 2005  | Xie Xingfang       | Zhang Ning                | 11–3, 11–9          |
| 2006  | Xie Xingfang (2)   | Zhang Ning                | 11–3, 9–11, 11–3    |
| 2007  | Xie Xingfang (3)   | Pi Hongyan                | 21–6, 21–13         |
| 2008  | Tine Rasmussen     | Lu Lan                    | 21–11, 18–21, 22–20 |
| 2009  | Wang Yihan         | Tine Rasmussen            | 21–19, 21–23, 21–11 |
| 2010  | Tine Rasmussen (2) | Wang Yihan                | 21–14, 18–21, 21–19 |
| 2011  | Wang Shixian       | Eriko Hirose              | 24–22, 21–18        |
| 2012  | Li Xuerui          | Wang Yihan                | 21–13, 21–19        |
| 2013  | Tine Rasmussen (3) | Ratchanok Intanon         | 21–14, 16–21, 21–10 |
| 2014  | Wang Shixian (2)   | Li Xuerui                 | 21–19, 21–18        |
| 2015  | Carolina Marín     | Saina Nehwal              | 16–21, 21–14, 21–7  |
| 2016  | Nozomi Okuhara     | Wang Shixian              | 21–11, 16–21, 21–19 |
| 2017  | Tai Tzu-ying       | Ratchanok Intanon         | 21–16, 22–20        |
| 2018  | Tai Tzu-ying (2)   | Akane Yamaguchi           | 22–20, 21–13        |
| 2019  | Chen Yufei         | Tai Tzu-ying              | 21–17, 21–17        |
| 2020  | Tai Tzu-ying (3)   | Chen Yufei                | 21–19, 21–15        |
| 2021  | Nozomi Okuhara (2) | Pornpawee Chochuwong (en) | 21–12, 21–16        |
| 2022  | Akane Yamaguchi    | An Se-young               | 21–15, 21–15        |
| 2023  | An Se-young        | Chen Yufei                | 21–17, 10–21, 21–19 |
| 2024  | Carolina Marín (2) | Akane Yamaguchi           | 26–24, 11–01 ab.    |
| 2025  | An Se-young (2)    | Wang Zhiyi (en)           | 13-21, 21-18, 21-18 |